# Companhia Geral da Agricultura das Vinhas do Alto Douro

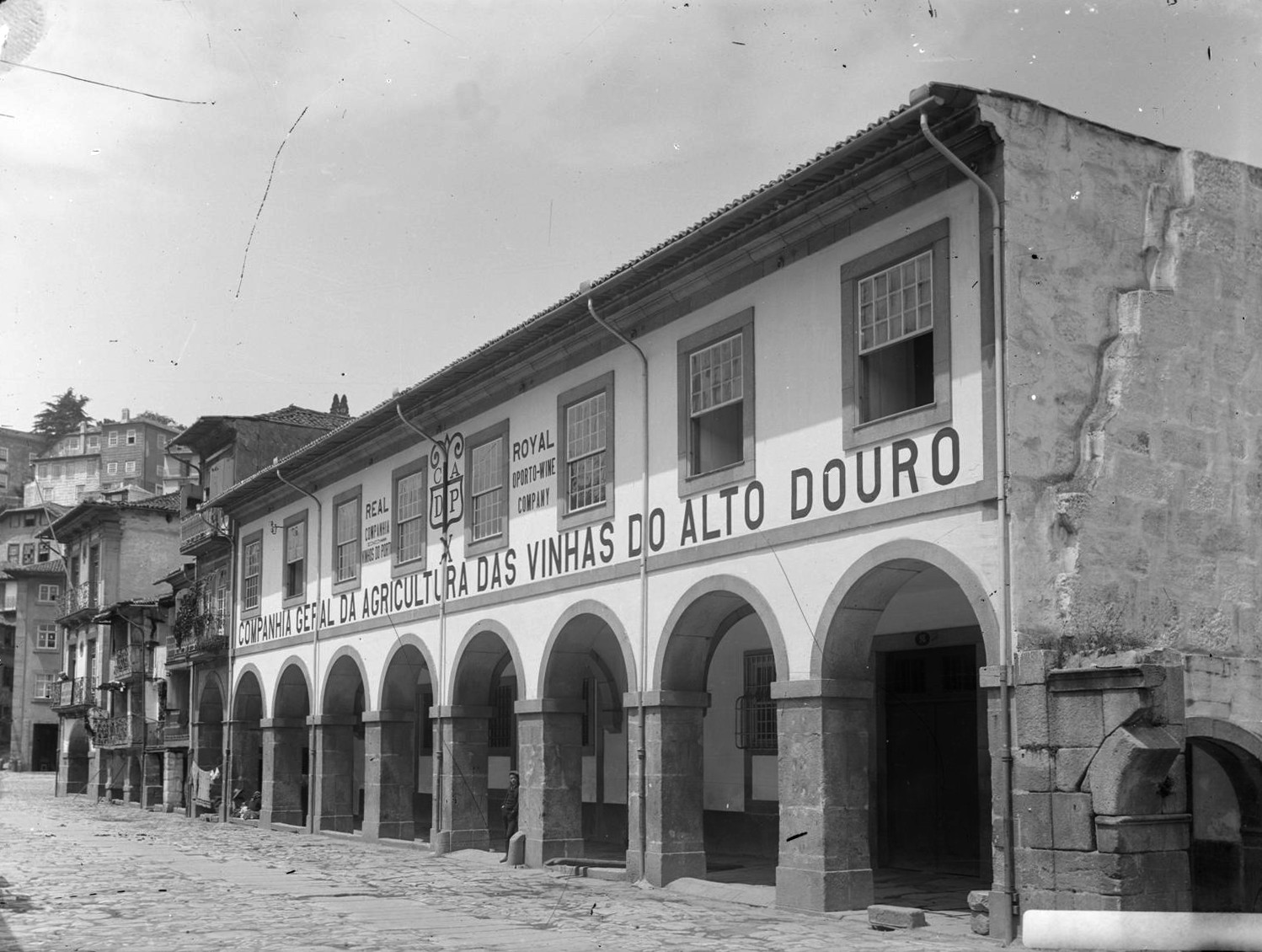
Armazéns em Miragaia na década de 1910s

A Companhia Geral da Agricultura das Vinhas do Alto Douro, também referida como Companhia para a Agricultura das Vinhas do Alto Douro ou simplesmente como Real Companhia Velha, foi uma empresa privilegiada, de carácter monopolista, criada pelo Marquês de Pombal, na segunda metade do século XVIII, em Portugal.
Fundada em 1756, detinha o exclusivo da produção e distribuição dos vinhos da região demarcada do Douro, os conhecidos vinhos do Porto, privilegiados com isenção de impostos no comércio e nas exportações. Estes tinham uma grande procura no mercado britânico e um peso crescente na balança comercial portuguesa, à época.
A Companhia estabeleceu a primeira região vinícola demarcada do país, com a instalação dos célebres marcos pombalinos.

## História
Durante o reinado de D. José I, por iniciativa do seu ministro, Sebastião José de Carvalho e Melo (que futuramente seria conhecido como o Marquês de Pombal), foi criada a Companhia Geral da Agricultura das Vinhas do Alto Douro, com sede no Porto, com o objectivo de limitar a preponderância dos ingleses no comércio dos vinhos do Alto Douro e resolver a crise porque então passava aquela região.
A resistência e a hostilidade dos ingleses e de boa parte da burguesia de negócios do Porto quanto à Companhia, antes e depois da sua formação, obrigaram Carvalho e Melo, em 1756–1757, a tomar medidas duras e repressivas, mas determinantes para o sucesso daquela Instituição, que veio a ter um papel determinante no crescimento económico do Porto e de todo o Norte de Portugal.

## As origens
A primeira referência escrita de que se tem conhecimento e ligada ao nome "Vinho do Porto", com referência ao Vinho do Douro exportado pela Alfândega do Porto, data dos finais do ano de 1678. Entre 1680 e 1715, a expansão e crescimento das exportações foi notável, tendo passado das 800 para as 8 mil pipas e atingindo em 1749 o expressivo número de 19 mil pipas. Para esse incremento muito contribuiu o espírito mercantil revelado pelos negociantes ingleses da época, radicados na cidade do Porto. A eles se deve, para além da expansão comercial, a própria descoberta do "Vinho do Porto", que resultou de uma série de sucessivas experiências e circunstâncias felizes, ao adicionarem aguardente aos vinhos durienses, com o intuito de os preservar nas longas travessias marítimas.
Os comerciantes da época aperceberam-se com surpresa de que os comuns vinhos do durienses, que pecavam pela sua aspereza e adstringência, ao casarem com a aguardente adicionada perdiam a sua acidez excessiva, amaciavam-se no paladar e os seus aromas eram consideravelmente realçados.
O tratado luso-britânico de 1703 (Tratado de Methuen) acordava tarifas aduaneiras preferenciais ao Vinho do Porto vendido em Inglaterra em consequência do embargo comercial imposto por aquele país à França. O orgulho britânico inflamara-se e beber Vinho do Porto era mais do que um luxo ou prazer- um verdadeiro acto patriótico. Conta-se mesmo que o Almirante Nelson, antes da Batalha de Trafalgar, teria desempenhado o plano de batalha no tampo de uma mesa do seu navio com um dedo molhado em Vinho do Porto.

## O Alvará Régio
Aos 10 de Setembro de 1756, por Alvará Régio de El-Rei D. José I, sob os auspícios do seu Primeiro-Ministro, Sebastião José de Carvalho e Mello, foi instituída a Companhia Geral da Agricultura das Vinhas do Alto-Douro, também denominada Real Companhia Velha.
Formada pelos "principais lavradores do Alto-Douro e homens Bons da Cidade do Porto, à Companhia foi confiada a missão de sustentar a cultura das vinhas, conservar a produção delas na sua pureza natural, em benefício da Lavoura, do Comércio e de Saúde Pública".

## Contestação à actuação da Companhia: o motim do Porto
A criação da Companhia não foi pacífica: em 23 de Fevereiro de 1757, uma quarta-feira de cinzas, eclodiu a revolta dos taberneiros, um motim popular no Porto que contestava a sua fundação. Na ocasião, desordeiros cercaram a casa do Juiz Conservador da Companhia, Bernardo Duarte de Figueiredo. De Abril a Outubro do mesmo ano foram julgados no processo ao todo 478 acusados, dos quais apenas 36 foram absolvidos. A grande maioria foi punida pelo crime de lesa-majestade.
Na época os jesuítas foram acusados de envolvimento no motim, o que resultou na demissão de todos os jesuítas ao serviço da corte de Lisboa, e no futuro contribuiu para a decisão de expulsar os jesuítas de Portugal.

## A demarcação da Região do Douro

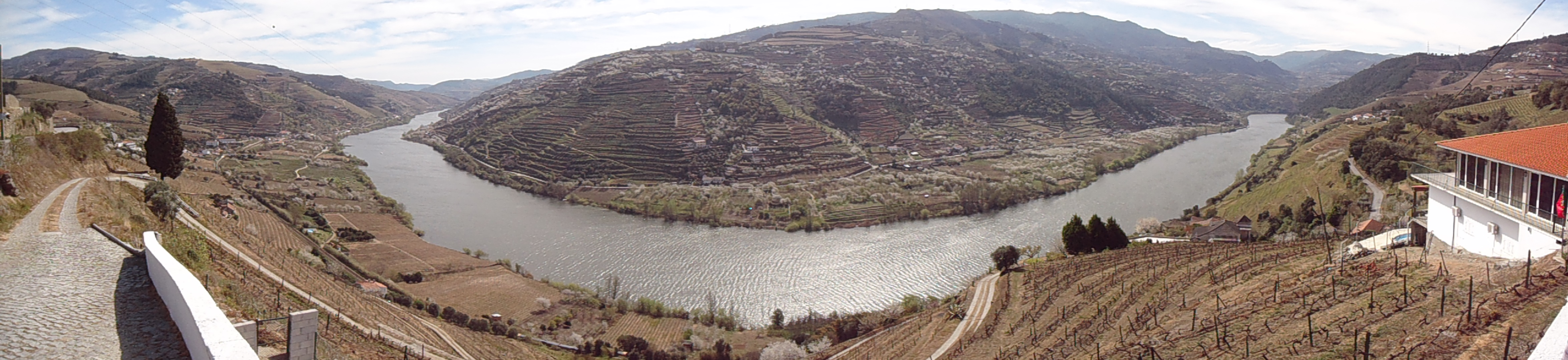
Alto Douro Vinhateiro: panorâmica do rio e das encostas, com vinhas e oliveiras.

De entre os inúmeros serviços prestados pela Companhia à causa pública, destaca-se como o mais notável, devido à sua enorme importância, a chamada "Demarcação Pombalina da Região do Douro", levada a efeito entre 1758 e 1761 pelos Deputados da Junta da Administração da Real Companhia Velha.
Mercê esta medida de grande alcance económico, foi delimitada a região dos vinhos de Feitoria do Douro, que é a mais antiga região demarcada do mundo.